# Giang Can
Giang Can (tiếng Trung: 江干區, Hán Việt: Giang Can khu) là một quận cũ của thành phố Hàng Châu, tỉnh Chiết Giang, Cộng hòa Nhân dân Trung Hoa. Quận này có diện tích 210 km2, dân số 350.000 người, mã số bưu chính 310002. Quận lỵ đóng ở số 1 đường Xuân Đông. Quận Giang Can được chia thành các đơn vị hành chính gồm 4 nhai đạo và 6 trấn. Tên gọi Giang Can có nghĩa là bờ sông.
Tháng 4 năm 2021, quận Giang Can giải thể, phần lớn địa bàn sáp nhập vào quận Thượng Thành, riêng nhai đạo Hạ Sa và Bạch Dương chuyển sang trực thuộc quận Tiền Đường mới thành lập.